# Aspilus pilosus
Aspilus pilosus är en skalbaggsart som beskrevs av Moser 1913. Aspilus pilosus ingår i släktet Aspilus och familjen Cetoniidae. Inga underarter finns listade.